# Sołtys (Computerspiel)
Sołtys ist ein vom polnischen Studio LK Avalon entwickeltes Point-and-Click-Adventure-Computerspiel, das am 23. Mai 1995 auf MS-DOS auf drei 3,5″ Disketten veröffentlicht wurde.

## Handlung
Der Spieler ist das Oberhaupt (Sołtys) eines Dorfes der 1990er Jahre, welcher zusammen mit seiner Ehefrau eine Hochzeit für die gemeinsame Tochter ausrichtet. Da der zukünftige Ehemann Leon in der Kirche vor der Hochzeit weggelaufen ist, muss Sołtys auf Druck seiner Ehefrau diesen wieder finden und ihn überzeugen zur Hochzeit zurückzukehren.
Die Entwickler entschieden sich bei Sołtys für den damals typischen derben polnischen Humor, welcher heute nicht mehr zeitgemäß ist.

## Spielprinzip und Technik
Sołtys ist ein 2D-Adventure, das ausschließlich mit der Maus gespielt wird und verwendet mit CGE die gleiche Spiel-Engine wie Sfinx. Eine Eigenartigkeit bei Sołtys ist, dass die Spielfigur den aktuellen Raum nicht über den Spielrand verlassen kann, sondern nur über das nummerierte Auswahlfeld unterhalb des Spielbildschirms. Dazu wird einer der 24 freigeschaltenen Spielfelder ausgewählt und der Spieler kommt dann in den gewünschten Raum. Ungewöhnlich ist auch, dass beim Interagieren mit Objekten (sprechen, nehmen, kombinieren) die Spielfigur in deren unmittelbaren Nähe sein muss.
Sołtys wurde am 26. November 2011 als Freeware auf der ScummVM-Website in polnischer und englischer Sprache veröffentlicht.
Da ScummVM das Spiel zur Gänze unterstützt, ist es nahezu auf jeder Plattform auf der ScummVM installiert ist, spielbar.

## Trivia
Der einzige Raum, welcher für den Spielverlauf nicht nötig ist, ist das Spielfeld 16 im Gasthaus, in das sich die Wirtin befindet. Sie fragt Soltys nach einem Striptease-Spiel, welchen er zustimmt. Er zieht danach seine Hose herunter und die Wirtin schlägt ihm dabei auf sein nacktes Hinterteil. Nachdem sie ihn geschlagen hat, entledigt sich die Wirtin eines ihrer Kleidungsstücke. Das wiederholt sich solange bis die Wirtin nackt ist.

## Übersetzung
Die englische Version übersetzten ScummVM-Entwickler, bei den amtlichen Begriff Sołtys als Bezeichnung für das Oberhaupt eines Dorfes, mit Chief.
Aktuell existiert neben der originalen polnischen Sfinx-Version, eine nachträglich übersetzte englische und spanische Version des Spiels.

## Rezeption
In der polnischen Computerzeitschrift Top Secret wurde die starre intuitive Benutzeroberfläche des Spiels kritisiert, so begibt sich die Spielfigur nicht selbstständig aus der Ferne an den richtigen Ort um eine gewünschte Aktion auszuführen. Weiteres wurden fehlende Zusammenhänge in der Spielhandlung bemängelt. Das Spiel wurde aber empfohlen, wenn man einen gesunden Humor besitzt.